# Kleeja
Kleeja são biscoitos de farinha de trigo e cardamomo muito populares no Médio Oriente, principalmente na região do Golfo Pérsico. 
Para os preparar, deve misturar-se farinha com fermento, sal e cardamomo moído, óleo ou manteiga até ficar tudo bem misturado; juntar ovos, açúcar e leite até fazer uma massa que se deixa repousar alguns minutos. Estende-se a massa e cortam-se rodelas que se marcam com uma faca em riscos cruzados (esta marca é importante para os biscoitos não se desfazerem); pincelam-se com gema de ovo misturada com água e vão a cozer em forno médio até ficarem dourados.